# Muscat noir à petits grains
Le muscat noir à petits grains est un cépage de raisins noirs.

## Origine et répartition géographique
D’origine grecque, c’est une variation du muscat blanc à petits grains. Voir aussi les autres variations, le muscat rose à petits grains et le muscat rouge à petits grains.

## Caractères ampélographiques
- Extrémité du jeune rameau duveteux blanc à liseré carminé.
- Jeunes feuilles aranéeuses, très bronzées.
- Feuilles adultes, à 5 lobes, avec des sinus supérieurs profonds et très étroits, un sinus pétiolaire fermé à bords parallèles, des dents anguleuses, très étroites, en deux séries, un limbe glabre.

## Aptitudes culturales
La maturité est de deuxième époque : 20 jours après le chasselas.

## Potentiel technologique
Les grappes sont moyennes et les baies sont de taille moyenne. La grappe est cylindrique, rarement ailée et compacte. La chair est juteuse, très sucrée, d'une saveur musquée. Le cépage est moyennement vigoureux. Il est sensible à la pourriture grise, au court-noué, à l'oïdium, au mildiou et aux guêpes.

## Synonymes
Le muscat noir à petits grains est connu sous les noms de black frontignan, caillaba noir, cerni muskat, jura black muscat, moscatel galego, moscatel tinto, moscatello nero, muscat caillaba, muscat noir d’Eisenstadt, muscat noir du Jura, muscat noir ordinaire, muscat rouge, muskat modry, muskat modry malozrny, noir de Thyra, Roter Frontignan, Schwarzer Muskateller, Schwarze Schmeckende, Schwarzer Weihrauch.